# 小口みち子
小口 みち子（おぐち みちこ、1883年2月8日 - 1962年7月27日）は、日本の美容家、婦人運動家、小説家。出生名は寺本みち子（てらもと みちこ）、号は美留藻（みるも）。兵庫県出身。

## 人物・来歴
1883年（明治16年）2月8日、兵庫県加東郡社村（加東市）出身。教育者の寺本武・ぬいの長女。旧姓は寺本。号は美留藻(みるも)。小学校卒業後、独学で教員検定試験に合格し、郷里で2年間、神戸市立神戸小学校で3年間、上京後も2年間、小学校正教員の教職に就いた。
同じ時期、平民社の社会主義婦人講演会に出席し「生まれて初めてわが魂をゆさぶる内容」に感銘し、社会主義そのものよりも女性解放に魅せられて平民社に出入りする。 1904年頃から、社会主義婦人講演会で演説を行い、婦人の政治参加を認めるよう誓願運動に走る。教職、政治的活動の一方で、岩野泡鳴、相馬御風らによる文芸雑誌「白百合」誌上で歌人「美留藻」として活躍し、「熱烈な情想と溢れんばかりの才気、正に与謝野夫人晶子の向かふを張ったもの」と読売新聞で評された。 
1906年、脚気にかかり帰郷する。1907年秋に健康を取り戻し上京。「理容館」の遠藤波津子に弟子入りし約8年間、美顔術技師（エステティシャン）として活動。この間、美顔術を取材に訪れた佐藤紅緑の弟子で、吉沢商店を経て日活向島撮影所で映画監督としてサイレント映画を量産した映画脚本家の小口忠（同墓）と知り合い、1910年に結婚し「小口みち子」となる。結婚出産後も美顔術技師として仕事を続け、当時は珍しい夫婦共働きは、「よみうり婦人附録」で紹介された。

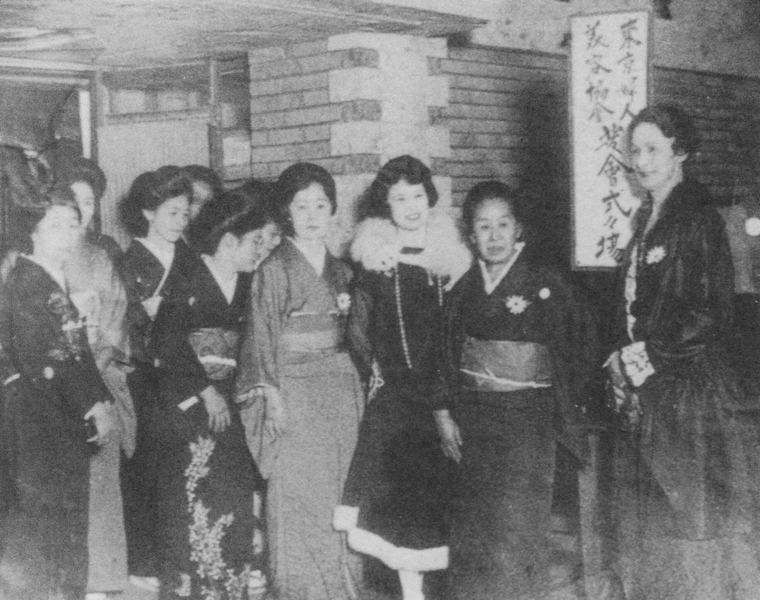
「東京婦人美容協会」発足時（帝国ホテル）。右から6番目が小口みち子。右端はマリールイズ、右から3番目は山野千枝子。

1919年秋、東京芝公園の自宅に「東京婦人美容法研究会」を開業し、女性の新しい自活の道として美容家の養成をはじめる。 1915年、「美顔白粉」で有名な桃谷順天館の顧問。美容師養成や化粧品の製造販売をする一方、1917年～1930年「主婦之友」での美容相談の担当を始め、1920年～1931年「婦人倶楽部」でも美容相談を担当する。1923年関東大震災で自宅が全焼するが、2週間後には原宿で美容室を開業、母屋で化粧品製造を行う。三越百貨店の婚礼出張も再開し、焼け残っていた上野精養軒で挙式を行う。日活を退職した夫の忠が中心となり、マスター化粧品の製造販売を開始し、1924年、京橋に化粧品の営業所と美容室を開業。1925年末に美容家の連絡機関として「東京婦人美容協会」を発足（会長は遠藤波津子、副会長はマリールイズと小口みち子）。1927年、京橋の「結髪組合」組合長に就任。同年、新築された三越本店に美容室を開業。美容室のデパート進出の先駆けとなる。『新式婦人化粧法』を著すなど、日本美容界の草創期を築き、戦前の美容界の中心的存在であった。
美顔術を研究する一方で平民社に参加し、堺利彦が1914年（大正3年）に創刊した文芸誌『へちまの花』（売文社）等に、短歌や俳句、小説等を寄稿する。1915年（大正4年）5月に青柳有美を主筆に迎えて実業之世界社が創刊した女性誌『女の世界』に堺利彦、松崎天民、白柳秀湖らとともに執筆した。婦選運動（女性参政権）の初期にその運動に参加した。
1962年（昭和37年）7月27日、死去した。満79歳没。

## ビブリオグラフィ
国立国会図書館蔵書。
- 『身嗜みの常識』、「女性の常識講座」第1編、婦人同志会、1936年